# Vitray Tamás (újságíró)

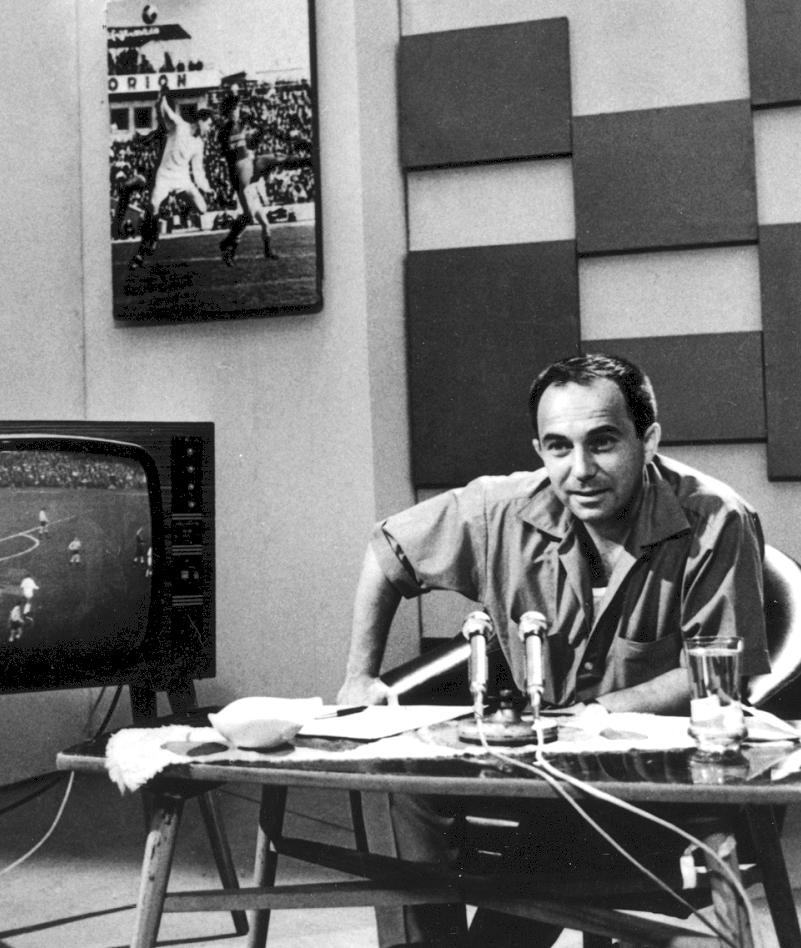
Vitray Tamás a Telesport stúdiójában 1976-ban

Vitray Tamás, született Neufeld Tamás (Budapest, 1932. november 5. –) Kossuth-díjas magyar újságíró, főszerkesztő, riporter, kiváló művész, a Magyar Televízió örökös tagja.
A televíziós munkái közül elsősorban a különböző sportközvetítései és a beszélgetős műsorai (Ötszemközt, Csak ülök és mesélek, Telefere,  Töltsön velem egy estét/órát!) a legismertebbek. A Kapcsoltam című betelefonálós játéknak az első műsorvezetője volt.
Hozzá kötődik az 1988. évi nyári olimpiai játékok közvetítése idején a 200 méteres hátúszás döntőjében a „Gyere, Egérke! Gyere, kicsi lány! Ússzál!” felkiáltása.

## Életpályája
12 évesen, a fővárosban bujkálva élte végig az ostrom napjait, miközben a vészkorszakban, anyai nagyanyját kivéve, legközelebbi családtagjai valamennyien meghaltak. Édesanyja Auschwitzban ugyan nagy betegen megérte a haláltábor felszabadítását, de hazatérni már nem tudott. 1952-ben végzett a Kölcsey Ferenc Gimnáziumban, ezt követően díszletmunkás volt a Magyar Néphadsereg Színházában. Az Idegen Nyelvek Főiskoláján angol–sajtó szakon tanult és a Honvédelmi Minisztériumban a Néphadsereg politikai főcsoportfőnökségén hadnagyi rangban, fordítóként dolgozott, majd rövid ideig a Magyar Rádiónál, a Chemolimpexnél és a Kínai Népköztársaság nagykövetségén.
Első televíziós szereplése 1958. augusztus 5-én volt, amikor angoltudása miatt kérték fel amerikai atlétákkal való interjú készítésére. Minden előzetes ismeret nélkül (nem is látott tévékészüléket sem addig) készített interjúja máig emlékezetes maradt: a világhírű, kétméteres atlétát, Rafer Johnsont sámlira állva interjúvolta meg, amire fel is hívta a nézők figyelmét. Másrészt Vitraynak fogalma sem volt, hogy élő adásban szerepel; a rádióban addig mindent szalagra vettek. 1959. december 1-jén a Magyar Rádió és Televízió Televíziós főosztálya Agitációs Propaganda Osztályán a sportrovat belső munkatársa lett. 1963-ban a Testnevelési Főiskolán sportszervezői oklevelet szerzett.
Első külföldi közvetítése 1960 januárjában Prágából a Csehszlovákia – Brighton-Tigers (angol-kanadai) profi együttes jégkorongmérkőzése volt. Első sportkommentátori sikerét ugyanebben az évben a garmisch-partenkircheni műkorcsolya-Európa-bajnokság közvetítése hozta meg. 1968. július 1-jétől főmunkatárs. Sporton kívül vezetett vetélkedőket, 1970-ben az első Hétnek, valamint az első Fórumnak is ő volt a műsorvezetője. Szerepelt a Gyula vitéz télen-nyáron című filmben, ahol egy riportert alakított.
1975. december 1-jétől a Szórakoztató és Zenei Főosztály osztályvezetője. 1981. július 1-jétől a Drámai Főszerkesztőség Dokumentum Dráma osztályvezetője. 1988. november 1-jén kinevezték a nyugdíjba vonuló Radnai János helyére a Sport Önálló Szerkesztőség élére, ahová rövid kitérő után – 1991. február 15-étől az M2 csatorna intendánsa lett – 1992. március 15-én visszatért. Alig van olyan sportág, amit ne közvetített volna a televízióban. Az évek során megszámlálhatatlan Telesport- és helyszíni közvetítés, valamint számos nagy világverseny riportere volt. Összesen 21 téli és nyári olimpiáról közvetített. Nem egy sportágat a közönség az ő közvetítéseiből ismert meg (műkorcsolyázás, jégkorong). A Magyar Televízió archívumában kb. 4000 műsora van regisztrálva.
1997-től aktív nyugdíjas. 1999-től a Danubius Rádióban vezetett sporttal foglalkozó telefonos beszélgetőműsort Ötfülközt címmel. Állandó vendége volt Gyulay Zsolt olimpiai bajnok kajakos. A műsor 2001 őszén átkerült a Klubrádióra. 2002. október 21-étől ismét kinevezték a Sportfőszerkesztőség élére. 2004. november 1-jétől elnöki főtanácsos volt.
2010-ig a Színház- és Filmművészeti Egyetem tanára volt, ahol 1977-től oktatott; a Magyar Televízió örökös tagja.
A 2008-as olimpia volt az első 1960 óta, amelyet már nem a Magyar Televízióban közvetített (nem is utazott el a helyszínre), a kajak-kenu versenyek kommentátora volt a Eurosporton, valamint az RTL Klub Híradójában foglalta össze az olimpia aznapi fejleményeit. Ugyanezen évben jelent meg regényes önéletírása Kiképzés címmel a Magvető Kiadónál, ami gyermekkorát és ifjúságát dolgozza fel, többek szerint szépirodalmi igénnyel. (A könyvet 2021-ben újra kiadta az Open Books kiadó.)
2009. június 26-án, majdnem egy év elteltével (akkor Baló György vendége volt A Szólás Szabadsága című műsorban) újra megjelent a képernyőn Az Este című műsor utolsó Szabadság téri adásában mint az MTV örökös tagja. 2009-ben Medveczky Balázs, az MTV akkori alelnöke költségcsökkentésre hivatkozva elbocsátotta az MTV-től.
A Digi Sporton vezette a Kibicek című beszélgetőműsort, sportolókat megszólaltatva.
2012. június 1-jén a XIII. kerület díszpolgára lett.

## Magánélete
Első felesége Vasvári Terézia volt, ebből a házasságából született két fia: Tamás és Péter. Második felesége Földi Teri színésznő volt. Harmadik felesége Kállai Bori színésznő, akivel 1987-től élt együtt. 2019-ben bejelentették válásukat. Fogadott lánya Fonyó Barbara operaénekes. Negyedik felesége Ivens Éva operaénekes 2024-től.

## Fontosabb televíziós műsorai
- 12 szék (1967)
- Fekete-fehér, igen-nem (1972)
- Ötszemközt (1973–1997?)

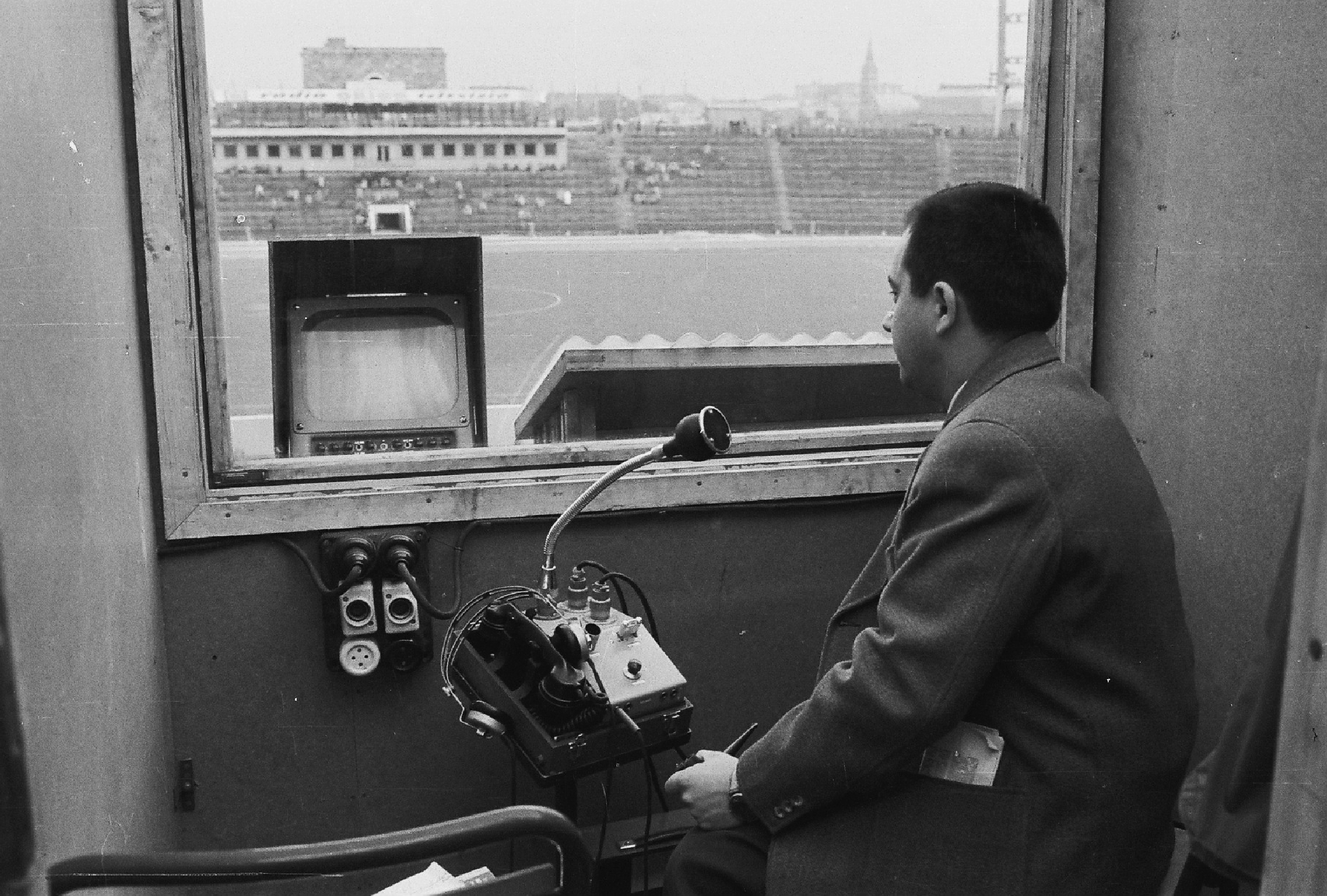
A Magyar Televízió sportkommentátori fülkéjében, 1966-ban a Népstadionban

- Csak ülök és mesélek (1975–1978, majd 1983–1984)
- Sok van, mi csodálatos (1979–1980)
- Kapcsoltam (25 adás 1979–1980, MTV 1, majd 2001 őszén TV2)
- Siker (1980–1981)
- Tengerre, magyar (1981)
- Teleráma (1982)
- Telefere (1985–1989)[15]
- Apád, anyád ide jöjjön (1990–1991)
- VT-TV (1991)
- Töltsön velem egy órát! (azelőtt Töltsön velem egy estét, 1993–1994)
- Hogy is van ez? (1996–1997)
- Az én olimpiáim (2000)
- Az ideális család
- Hoztam egymilliót! (2003)
- Kibicek (2009–)

## Könyvei
- Jégországból jelentkezem… (1963)
- Jégországból jelentkezem…; közrem. Terták Elemér; 2., bőv. kiad.; Sport, Bp., 1965 (Színes sportkönyvtár)
- Tizenegyes! (társszerző) (1967)
- Peterdi Pál–Vitray Tamás: Az igazi jégkorong; Sport, Bp., 1968
- Mexikói mozaik; Táncsics, Bp., 1969 (Útikalandok)
- Amerikai mozaik (1972)
- Foglalkozásunk: sportriporter (társszerző) (1979)
- Hivatásos sportrajongó; Sport, Bp., 1981 (Sportzsebkönyvek)
- Az egész fele (1987)
- Csak ülök és kérdezek… (1990)
- Vitray – Összegzés (2000)
- Morzsabál (2003)
- Hofi (2003) (szerzőtársak: Balogh Gyula, Bóta Gábor, Gréczy Zsolt, Regős János, Réz András)
- Kiképzés; Magvető, Bp., 2008, Open Books, Bp., 2021
- Vallomások és legendák; szerk. Vitray Tamás; Vasas Média és Reklám Kft., Bp., 2011

## Filmszerepek
- N.N., a halál angyala – tévériporter (1970)
- Gyula vitéz télen-nyáron – sportriporter (1970)
- Egy kis hely a nap alatt – tévékommentátor (1973)
- Tíz év múlva (1979)

## Riportalanyként
- 2011-ben Kadarkai Endre műsorában
- 2021. november 4-én, 90. életévébe lépése vigíliáján Friderikusz Sándor podcastjében, nyilatkozata szerint az utolsó szereplésén kamera előtt
- 2023-ban a Tribün podcastben mégis visszatért a kamerák elé.

## Díjai, elismerései
- Szocialista Televízióért
- Sport Érdemérem ezüst fokozat (1968)
- Rózsa Ferenc-díj (1971)
- Sport Érdemérem arany fokozat (1972)
- Munka Érdemrend arany fokozat (1980)
- Kiváló művész (1987)
- A Magyar Köztársaság Zászlórendje (1990)
- Opus-díj (1993)
- Ambassador-díj (1993)
- Aranyszarvas-díj (1994)
- Joseph Pulitzer-emlékdíj (életművéért) (1995)
- Egon Erwin Kisch-díj (1995)
- A Magyar Köztársasági Érdemrend tisztikeresztje – polgári tagozat (1996)
- Pethő Sándor-díj (1999)
- Aranytoll (2000)
- Gerevich-díj (2001)
- MSZOSZ–díj (2001)
- Aranykor–díj (2001)
- A Magyar Köztársasági Érdemrend középkeresztje – polgári tagozat (2002)
- Prima Primissima díj (2003)
- A Magyar Televízió örökös tagja (2004)
- Kossuth-díj (2005)
- MSÚSZ életműdíj (2006)
- Budapest XIII. kerülete díszpolgára (2012)
- A magyar úszósport halhatatlanja (2014)[16]
- Radnóti Miklós antirasszista díj (2015)[17]
- Hazám-díj (2017)[18]